# エイティーンス・ストリート・ギャング
エイティーンス・ストリート・ギャング(18th Street Gang)はCalle 18、Barrio 18、Mara 18(スペイン語)、また北米では単に18とも呼ばれる、ロサンゼルスのストリートギャングとして結成された多民族(主に中米とメキシコ)の多国籍犯罪組織である。

## エルサルバドル
2010年代のエルサルバドルでは、マラ・サルバトルチャと抗争を繰り広げて、一般市民を巻き込みながら多数の死者を出した。2019年にエルサルバドル大統領に就任したナジブ・ブケレは、ギャングをテロリストと呼び摘発を推進。ギャングであることを示すタトゥーが見つかったり、第三者からの通報があったりすれば、司法手続きを経なくても逮捕することを可能としたため、多数のメンバーがテロリスト監禁センター（刑務所）送りとなった。

## 参照
1. ↑  Ribando, C. (2005年). “Gangs in Central America”.   U.S. Department of States, Foreign Affairs, Defense, and Trade Division. Template:Cite webの呼び出しエラー：引数 accessdate は必須です。 Archived March 1, 2006, at the Wayback Machine.
2. 1 2  Criminal Street Gangs justice.gov (May 12, 2015) Archived June 10, 2015, at the Wayback Machine.
3. ↑  “Barrio 18” (英語). www.insightcrime.org (2017年3月27日). 2017年6月21日閲覧。 Archived November 25, 2017, at the Wayback Machine.
4. ↑  An Inside Look at 18th St.'s Menace Rich Connell and Robert J. Lopez, Los Angeles Times (November 17, 1996)
5. ↑  “Barrio 18”. Template:Cite webの呼び出しエラー：引数 accessdate は必須です。
6. ↑  The Avenues: Highland Park Gang KCET (November 14, 2011)
7. ↑  Rival deadly gangs share the same prison cell: A look at El Salvador's controversial move Roberto Valencia and Noticias Telemundo, NBC News (May 22, 2020)
8. ↑  People v. Delgado casetext.com (August 31, 2016)
9. ↑  People v. Vasquez Court Listener (April 17, 2014)
10. ↑  People v. Gaytan casetext.com (October 14, 2011)
11. ↑  The Vineland Boys Gang Richard Valdemar, policemag.com (August 21, 2007)
12. ↑  “殺害と報復　ギャング「マラス」に揺れるエルサルバドル”.   朝日新聞 (2018年4月27日). 2024年12月25日閲覧。
13. ↑  ““世界一恐ろしい”エルサルバドルの4万人巨大刑務所を日本メディア初取材 「ギャング撲滅作戦」の壮絶さとは…”.   TBS (2024年9月4日). 2024年12月25日閲覧。